# Pumiao
Pumiao (kinesiska: 蒲庙镇, 蒲庙) är en köping i Kina. Den ligger i den autonoma regionen Guangxi, i den södra delen av landet, omkring 18 kilometer öster om regionhuvudstaden Nanning. Antalet invånare är 119382. Befolkningen består av 57 728 kvinnor och 61 654 män. Barn under 15 år utgör 18,0 %, vuxna 15-64 år 73 %, och äldre över 65 år 8,0 %.
Genomsnittlig årsnederbörd är 2 017 millimeter. Den regnigaste månaden är juli, med i genomsnitt 394 mm nederbörd, och den torraste är januari, med 36 mm nederbörd.